# Ringvaart (Brugge)
De Ringvaart in Brugge is het kanaal dat rond het oosten en noorden van het stadscentrum loopt, langsheen de oude vesten en parallel met de stadsring R30. Officieel heet het kanaal echter niet "Ringvaart", want het is onderdeel van het kanaal Gent-Brugge-Oostende.

## Geschiedenis
Vroeger eindigde het kanaal Brugge-Oostende nabij de Dampoort, terwijl de Gentse Vaart aan het Minnewater begon. Om van het ene kanaal naar het andere te geraken, moest men dwars door Brugge varen. De nieuwe vereisten brachten echter met zich mee dat de waterwegen door het centrum van Brugge dienden te worden verdiept. Dit was mogelijk voor de Langerei en de Sint-Annarei, maar voor het gedeelte tussen de Molenbrug en het Minnewater bleek dit niet haalbaar. Daarom besloot men halverwege de 18e eeuw een nieuw kanaal te graven tussen de Molenbrug en de vestingen iets ten noorden van de Gentpoort: de Coupure. Vervolgens werd vanaf dat punt ook de vestinggracht tot aan het begin van het kanaal naar Gent voor scheepvaart geschikt gemaakt. In de jaren 50 van de 19e eeuw werden de vestinggrachten tussen de Coupure en de Dampoort bevaarbaar gemaakt en werden aan de Dampoort de nodige sluizen gebouwd. Hiermee ontstond de huidige omvaart rond het centrum van Brugge.

## Traject
De Ringvaart begint, als verlengde van het kanaal Gent-Brugge, ter hoogte van de Katelijnebrug, net ten zuiden van de binnenstad. De Ringvaart wordt overspannen door de Katelijnepoortbrug, aan de voormalige Katelijnepoort, de Gentpoortbrug, aan de Gentpoort, de twee Kruispoortbruggen, t.h.v. de Kruispoort, de twee Dampoortbruggen, t.h.v. de voormalige Dampoort, en de Warandebrug. Ze eindigt ten slotte aan de Krakelebrug. Verder loopt de vaart door als het kanaal Brugge-Oostende.

Ten noorden van de binnenstad, tussen de Dampoort en de Krakelebrug, passeert de Ringvaart de oude binnenhaven via de Handelskom en de Vlotkom.
Via de Ringvaart zijn er verbindingen met enkele andere kanalen: tussen de Gentpoort en de Kruispoort takt de Coupure stadinwaarts af van de Ringvaart.
Aan de Dampoort sluiten twee waterlopen op de Ringvaart aan: de Langerei, die vanuit het stadscentrum loopt en via een sas met de Ringvaart is verbonden, en de Damse Vaart, die begint aan de Dampoortsluis en loopt richting Damme en Sluis.
Aan de Vlotkom is er via de Boudewijnsluis verbinding met de binnenhaven en het Boudewijnkanaal.